# Порфирий (Маничев)
Епископ Порфирий (в миру Пётр Маничев; 1838, посад Клинцы, Черниговская губерния — 2 июня 1912, Черемшанский монастырь, Саратовская губерния) — епископ Древлеправославной Церкви Христовой (старообрядцев, приемлющих белокриницкую иерархию), епископ Самарский, Симбирский и Уфимский.

## Биография
Родился в 1838 году посад Клинцы Суражского уезда Черниговской губернии, где прожил 45 лет. Служил доверенным у купца-старообрядца. Четыре года был уставщиком.
В 1883 году поступил в Красноборский монастырь, находившийся 12 верстах от Клинцов.
В 1884 году был рукоположён во диакона.
12 ноября 1890 года пострижен в иноки епископом Новозыбковским Селивестром (Малышевым).
В 1894 году по просьбе братии был рукоположён во священноинока, избран игуменом и шесть лет управлял монастырём.
По поручению епископа Селивестра дважды был его представителем на Освященных соборах в Москве.
24 августа 1899 года в Нижнем Новгороде архиепископом Московским и всея Руси Иоанном, епископами Уральским Арсением, Терским Феодосием и Нижегородским Кирилом (Мухиным) священноинок Порфирий был возведён в епископа Самарского и Симбирского. Новому епископу было поручено также управление Уфимской епархией, а позднее, после смерти епископа Паисия Саратовского, временно Саратовской и Астраханской епархией.
Став епископом, часто объезжал епархию с пастырскими визитами, совершал богослужения несмотря на то, что до провозглашения «Манифеста об укреплении начал веротерпимости» в 1905 году такие действия не было позволено совершать открыто. Уже в 1900 году самарский епархиальный миссионер Дмитрий Александров докладывал в отчёте епархиальному начальству: «Порфирий — истый ученик Швецова, всеми мерами он заботится о поддержании раскола своего толка. Часто совершает поездки по епархии, в селах отправляет торжественно служения, причем старается, насколько возможно, больше открывать приходов, к которым определяет иереев».
За время своего служения Порфирий Самарский рукоположил около 50 священников, несколько диаконов, образовал более 25 новых приходов, освятил более 30 церквей. На Освященном Соборе именно он впервые выступил с предложением об учреждении в Москве митрополии.
Такого расцвета, как при епископе Порфирии, Самарская епархия больше не достигла и позднее, вследствие атеистических гонений, была упразднена.
21 апреля 1906 года решением Освященного Собора старообрядческих епископов освобождён от управления Саратовско—Астраханской епархией с выражением ему благодарности «за его труды по управлению оной».
Скончался 2 июне 1912 года в Черемшанском Успенском монастыре. Смерть его стала настоящей утратой для самарского старообрядчества. Погребён там же 4 июня 1912 года рядом с архимандритом Серапионом.